# 카이우 루카스 페르난지스
카이우 루카스 페르난지스(포르투갈어: SCaio Lucas Fernandes, 1995년 3월 15일 ~ )는 브라질의 축구 선수로, 포지션은 공격형 미드필더, 윙어다. 통상 카이우(Caio)라고 불리는 그는 현재 아랍에미리트 UAE 프로리그의 샤르자에서 활약하고 있다.